# اورای (کلرادو)
اورای (به انگلیسی: Ouray) شهری در ایالت کلرادو کشور ایالات متحده آمریکا است که جمعیت آن در سرشماری سال ۲۰۱۰ میلادی، ۱٬۰۰۰ نفر بوده‌است.